# Paolo Veronese
Paolo Veronese (Verona, 1528. – Venecija, 19. travnja 1588.), talijanski slikar visoke renesanse i ranog manirizma, rođen je kao Paolo Caliari u Veroni, zbog čega je prozvan Veronese. God. 1553. preselio se u Veneciju, gdje je s Titianom i Tintorettom, dominirao slikarskom scenom 16. stoljeća. Od njih se isticao sjajnom paletom, osjetljivim potezima kista i aristokratskom elegancijom likova, ali ponajviše veličanstvenim spektaklima, dok mu se zamjerio izostanak osjećaja za duhovni ili humani pristup.
Bio je učenik svoj punca G. A. Badilea u Veroni, djelovao potom u Mantovi, te se razvio pod utjecajem Parmigianina i Giuliana Romana. Došavši u 27. godini u Veneciju, postaje uz Tiziana i Tintoretta najistaknutiji predstavnik mletačkog slikarstva cincquecenta; glorifikator je raskoša, obilja i ljepote grada na lagunama. Na njegovim platnima i freskama izražavaju se bogata fantazija i invencija u kompoziciji te poseban »veroneseovski kolorit« u suglasju zlaćanih, svijetlomodrih i prigušenih crvenih tonova svilenkasta odsjaja.
Teme su mu isključivo biblijske i alegorijsko-mitološke, a posebno ga privlači motiv gozba koju ostvaruje na jako velikim platnima (Gozba u Emausu, 1559. – 60.; Svadba u Kani, 1562./63.; Gozba u kući Levijevoj, 1573.), koja su mu bile izlika da u bogatim arhitektonskim okvirima prikaže suvremene luksuzne bankete s likovima svojih znanaca u skupocjenoj odjeći po ondašnjoj modi, njihove sluge, glazbenike, vojnike, lakrdijaše i životinje. 
Koliko su po imenu biblijske scene bile svjetovnog karaktera, svjedoči i činjenica da je majstor morao 1573. opravdati pred Inkvizicijom. Veronese je bio pozvan da pred Svetim sudom inkvizicije pojasni svoju sliku Posljednja večera koju je naslikao u raskošnom kasnorenesansnom stilu za dominikanski samostan San Giovanni Paola, gdje je trebala zamijeniti ranije Titianovo djelo koje je nestalo u požaru 1571. god. Veroneseu je presuđeno da mora u tri mjeseca promijeniti sliku, na što je on jednostavno promijenio naslov slike u Krist u Levijevoj kući.
I ostala Veroneseova djela biblijske tematike, među kojima ponajprije veliki ciklus u venecijanskoj crkvi sv. Sebastiana (1555.), pokazuju da je majstor znalački slikao velike iluzionističke kompozicije s vješto razmještenim skupinama likova u živu gibanju. Surađivao je i s arhitektom Palladiom, za kojega je sjajnim mitološkim iluzionističkim slikama dekorirao nekoliko njegovih građevina, kao što je Villa Barbaro (oko 1561.).
Osobito znamenita djela izveo je za Duždevu palaču: na stropu dvorane Velikog vijeća Apoteza Venecije, a u drugim odajama Otmica Europe, te votivna slika u spomen pobjede kod Lepanta i niz alegorijskih figura pretežno ženskih aktova ili poluaktova. Ljepotu ženskog tijela ostvario je u slici Suzana u kupelji i alegoriji Nevjera. Kao portretist idealizira lik u bogatom aranžmanu brokatnoga kostima, frizure i nakita. Na onome što je kod Veronesea slovio kao „bogatstvo” neposredno će se nastaviti slikarstvo baroka. Naime, znatno je utjecao na Annibalea Carraccija, rimsko i napuljsko slikarstvo 17. stoljeća i Gianbattista Tiepola.
Paolo Veronese je djelovao i u Hrvatskoj. Od njegovih radova imamo sačuvane ilustracije na glavnom oltaru crkve Sv. Lovre u Vrboskoj na Hvaru. Na njima su prikazani Sv. Lovre s Majkom Božjom, dok bočne stranice oltara prikazuju Ivana Krstitelja i Sv. Nikolu. Ostatak prikaza prati Sv. Lovru kako vodi siromašne pred cara Valerijana i muke Sv. Lovre.
Iako se volio luksuzno odijevati, u duhu s likovima sa svojih slika, bio je poznat po svojoj skrušenosti i štedljivosti. S njim je povremeno surađivao brat Benedetto Caliari, koji je s njegovim sinom nastavio voditi Veroneseovu slikarsku radionicu nakon njegove smrti.
- Skidanje s križa, Castelvecchio, 1547.
- Svadba u Kani, 1562.-63., Louvre, Pariz.
- Perzej i Andromeda, 1576.-'78.
- Villa Barbaro, jedna od Veroneseovih fresaka.
- Preobraćenje Marije Magdalene, oko 1548., Nacionalna galerija u Londonu